# Thomas Riechert
Thomas Riechert (* 1973) ist ein deutscher Informatiker und Hochschullehrer an der Hochschule für Technik, Wirtschaft und Kultur Leipzig. Er forscht zu semantischen Webtechnologien, Knowledge Engineering, Software Engineering sowie Datenbanken und Informationssystemen.

## Leben
Thomas Riechert studierte Informatik an der Technischen Universität Dresden. Nach seinem Abschluss als Diplom-Informatiker war er ab 2002 als wissenschaftlicher Mitarbeiter am Lehrstuhl für Betriebliche Informationssysteme am Institut für Informatik der Universität Leipzig tätig. Dort war er auch an der Gründung und dem Aufbau der Forschungsgruppe AKSW („Agile Knowledge Engineering and Semantic Web“) beteiligt. Im Jahr 2012 wurde er in Informatik mit einer Dissertation zum Thema „Eine Methodologie für agiles und kollaboratives Requirements-Engineering“ an der Universität Leipzig zum Dr. rer. nat. promoviert. Seit April 2014 ist er Professor für Informationssysteme und Datenmanagement an der Hochschule für Technik, Wirtschaft und Kultur Leipzig und seit 2018 Institutsdirektor für Adaptive Information & Knowledge Engineering am  Institut für Digitale Technologien (IFDT) Leipzig.